# Torpedo
 Ovo je glavno značenje pojma Torpedo. Za druga značenja pogledajte Torpedo (razdvojba).
Torpedo je podvodno navođeno ili nenavođeno sredstvo namijenjeno uništavanju brodova i drugih plovila. Riječ potječe od latinske riječi torpere, koja znači paralizirati, osakatiti. Ispaljuje se iz brodova, podmornica, zrakoplova, obalnih utvrđenja, helikoptera i drugih platformi.
Do prvog svjetskog rata izraz se upotrebljavao za sva bojna sredstva, koja su bila namijenjena pomorskomu ratovanju, kasnije su se ta sredstva posebno katalogizirala.

## Povijest
Prva torpeda su u stvari bile pomorske mine, koje su brodovi vukli za sobom na dugim teglenicama i detonirali ih kad su se našle ispod trupa neprijateljskog broda. Kasnije, u američkom građanskom ratu takve mine su postavljali na duge štapove ispred pramca broda i detonirali ih kad priđu neprijateljskom brodu.
Torpedo oblika i ustroja kakvog danas poznajemo izumio je časnik austro-ugarske ratne mornarice Hrvat Ivan Blaž Lupis Vukić, godine 1860. nazvavši ga Spasilac obale.
Giovanni Luppis prije svog odlaska u mirovinu krajem 50-ih i početkom 60-ih godina 19. stoljeća plovio je u svojstvu kapetana austrougarske fregate "Bellona". U slobodno vrijeme, razmišljao je o novom oružju "spasilac obale" (Kustenretter). Radilo se o plovilu izduženog oblika ispunjenog eksplozivom, sa staklenim jedrima (da bude što manje vidljivo), upravljanim s obale. Taj projekt predstavio je 1861. godine Tehničkom komitetu austrijske mornarice. Reakcija Komiteta nije bila ohrabrujuća. Projekt je zahtijevao daljnje usavršavanje, a time i velike troškove na koje vlada u Beču nije bila spremna u tom trenutku. Razočaran reakcijom vlade i svjestan svojih tehničkih mogućnosti, posredstvom riječkog gradonačelnika Giovannija de Ciotte, Lupis dolazi u vezu s tadašnjim direktorom Riječkog tehničkog zavoda, engleskim industrijalcem Robertom Whiteheadom (1856. godine Robert Whitehead u Rijeci započinje proizvodnju parnih kotlova i strojeva koji su u to vrijeme bili najsuvremeniji proizvod tehnike). 
Dana 14. kolovoza 1864. godine Luppis, Whitehead i de Ciotta potpisuju ugovor kojim se obvezuju na punu tehničku i financijsku suradnju u okviru svojih mogućnosti. Poslije dvije godine rada uz pomoć tadašnjeg šefa radionice Anibbalea Ploecha i Johnovog sina, 21. prosinca 1866. predstavljen je Whitehead-Luppisov model torpeda.
Torpedo je tada bio poznat kao Minenschiff (doslovno brod-mina).
Projektil je imao najveću brzinu od 6 čvorova, maksimalni doseg od oko 900 m. Pogon mu je omogućavao komprimirani zrak u trupu, koji je pogonio vijak smješten na kraju trupa preko motora s unutarnjim izgaranjem. Bojna glava je bila napunjena gloksilinom. Godine 1881. tvornica je počela izvoziti torpeda u druge zemlje.
Prema dostupnim izvorima u Rijeci je od 1866. godine do kolovoza 1943. godine proizvedeno 20323 torpeda, 1053 lansirnih cijevi i 1368 visokotlačnih kompresora.
Godine 1891. Whitehead je otvorio novu tvornicu torpeda u Engleskoj, koja je počela proizvoditi prva navodeća torpeda usmjeravana žiroskopom smješten na trupu. 
Prvi brod, potopljen ovakvim torpedom, bio je Blanco Encalada, kojeg je u čileanskom građanskom ratu 23. travnja 1891. potopio torpedni čamac Lynch.
Pred prvi svjetski rat torpedo je postao osnovno oružje podmornica, njegov razvoj je brzo napredovao. Pojavila su se prva radio navođena torpeda i prva samonavodeća torpeda koja je usmjeravao zvuk što ga proizvode brodski motori.
Do prije drugog svjetskog rata razvoj torpeda je skoro sasvim prestao, međutim za vrijeme rata razvoj se nastavio. Bitnih inovacija u samom ustroju nije bilo. Japanci su izumili torpedo, koji umjesto komprimiranog zraka upotrebljava komprimirani čisti kisik. Povećao se doseg torpeda, točnost, brzina i razorna moć drugačijim smjesama eksploziva u glavi torpeda.
U moderno doba, novosti kod tehnologije torpeda je razvoj superkavitacije koja omogućava višestruko veće brzine (prema nekim izvorima i preko 250 čvorova) jer se takav torpedo kreće u košuljici mjehurića što smanjuje trenje. Primjeri su iranski Hut i ruski VA-111 Škval.

## Pogonska sredstva kod torpeda
Postoji više načina poganjanja vijaka torpeda.
- torpeda na komprimirani zrak
- torpeda na zagrijani komprimirani zrak
- torpeda na kombiniran pogon (zagrijani komprimirani zrak i para)
- torpeda na komprimirani kisik
- torpeda na električni pogon
- torpeda na mlazni pogon (hidrogen)

## Način vođenja
Razlikujemo navođena torpeda i nenavođena torpeda. Navođeni se navode pomoću magnetskog polja, zvuka, radio valova, sonara i drugih sredstava.

## Vanjske poveznice
- Torpedo Hrvatska tehnička enciklopedija, portal hrvatske tehničke baštine. LZMK